# Jaan Kross
Jaan Kross, född 19 februari 1920 i Tallinn, död 27 december 2007 i Tallinn, är den mest översatta estniska nutida författaren, bland annat känd för verket Kejsarens galning (Keisri hull) från 1978. Han förekom ofta som möjlig mottagare av Nobelpriset i litteratur.

## Biografi
Kross avlade juristexamen på Tartu universitet 1944 och arbetade två år som docent. Han greps i början av 1944 av de tyska ockupationsstyrkorna och 1946 av de sovjetiska. Han deporterades till Sibirien och Gulag och släpptes först 1954. Efter sin återkomst till sovjetrepubliken Estland arbetade han som författare och översättare.
Kross var den mest översatta och mest kända estniska författaren. Han ses allmänt som den mest betydelsefulla estniska författaren sedan Anton Hansen Tammsaare. Han fick flera hedersdoktortitlar och internationella ordnar. År 2006 fick han den estniska republikens kulturpris för sitt livsverk. Hans romaner är nästan alla historiska; Kross ses ofta som en återupplivare av den historiska romanen. Nästan alla hans verk utspelar sig i Estland och handlar om förhållandena mellan ester, tysk-balter och ryssar. Hans ofta förekommande tematisering av den etniska frihetskampen mot balttyskarna är dock till stora delar en metafor för den samtida kampen mot ryssarna. Hans fortsatta betydelse efter självständigheten 1991 visar att hans romaner även handlar om idenitet, lojalitet och bildning. Romanen Keisri hull, 1978 (Kejsarens galning, 1983) lyfts ofta fram som hans mästerverk. Den handlar om den adliga tyskbalten Timotheus Eberhard von Bock.
I romanerna Keisri hull (Kejsarens galning, på svenska 1983), Professor Martensi ärasõit, 1984 (Professor Martens avresa, 1986) och Rakvere romaan (Romanen om Rakvere, 1982) använde Kross historiskt stoff med paralleller till sin egen samtid. Två grundteman återkommer: beskrivningarna av hur förtryck och lidande har gisslat människor i olika tider samt hur omutbara sanningssägare alltid kommer att utmana sin tids makthavare. I berättelsen om professor Martens är sanningens relativa värde huvudtemat, men berättelsen har också karaktär av personlig rannsakning. Martens får på en resa till Sankt Petersburg anledning att tänka över sitt liv och finner att mycket av den egna framgången bygger på halvsanningar och egen förmåga att inordna sig. Handlingen har åtminstone en yttre likhet med Ingmar Bergmans film Smultronstället (1957) där en annan professor, Isak Borg, under en resa ser tillbaka på sitt eget liv. I Rakvere romaan (Romanen om Rakvere) utspelar sig handlingen på 1700-talet då invånarna i staden Rakvere försöker tillkämpa sig stadsprivilegier och en större frihet än vad som är möjligt i det feodala samhället. I romanen Väljakaevamised (Utgrävningar, 1990) återvänder Peeter Mirk till Estland efter flera år i fångenskap. Hans väg att återuppta arbetet som jurist visar sig stängd. Kross mer än antyder att juridiskt arbete är en omöjlighet i ett samhällssystem byggt på lögner. I stället får Mirk arbeta med arkeologiska utgrävningar.